# Ernesto Quarti Marchiò
Ernesto Quarti Marchiò (Bergamo, 25 maggio 1907 – Bergamo, 14 settembre 1982) è stato un pittore e grafico italiano.

## Biografia
Nato a Bergamo nel 1907, si iscrisse alla Scuola d’Arte Applicata Andrea Fantoni. Il direttore Francesco Domenighini lo indirizzò, insieme all’amico Romualdo Locatelli, a proseguire gli studi di disegno presso l’Accademia Carrara con il maestro Ponziano Loverini. 
In seguito a un viaggio di studio a Napoli, Pompei e Ischia eseguì una serie di dipinti che espose alla Triennale di Belle Arti dell’Accademia Carrara nel 1925. L’anno successivo realizzò la sua prima esposizione personale esponendo paesaggi e ritratti nella sua città natale.
Insieme a Romualdo Locatelli fece un viaggio a Gabès in Tunisia nel 1927 che ispirò numerosi bozzetti e dipinti impressionistici con colori accesi e variegati, mostrandosi sensibile ai temi coloniali in voga all’epoca pur mantenendo un’intensa originalità.  Il disegno armonico è impreziosito dalla ricerca tonale che agglutina le figure umane con il paesaggio che le circonda esaltandone l’umanità come espressione dell’incontro tra natura e civiltà. 
Paesaggi desertici, mercati e personaggi esotici i cui colori caldi e intensi trasmettono lo spirito ardente dei popoli magrebini visitati nel corso di numerosi viaggi. Nello stesso periodo eseguì delle vedute di Chioggia e dei soggetti agresti nel solto del naturalismo lombardo.
A partire dal 1928, fece dei lunghi soggiorni a Parigi ed elaborò uno stile acquoso e trasparente, diafano e delicato, caratterizzato da figure allungate e da tratti più fini di quelli del periodo esotico precedente. Nel 1934 aprì uno studio a Roma presentando le sue opere alla Galleria Jandolo di via Margutta, visitata dal re Vittorio Emanuele II. Espose le sue opere alla Galleria d’Arte Vitelli di Genova nel 1937, a Milano oltre che alla II Mostra Internazionale d’Arte Coloniale di Napoli del 1934, alla Quadriennale di Roma del 1939, alla XXII e alla XXIII edizione della Biennale di Venezia e alle quattro edizioni del Premio Bergamo di pittura (1939-1941). Dopo un periodo di ricerche stilistiche intense ne corso della guerra, negli anni Cinquanta si accostò allo stile Informale per poi tornare allo stile luminoso con i tratti fini e allungati di rappresentazioni sintetiche ed espressive. Allo stesso tempo promuove la riapertura della Scuola d'arte dell’Accademia Carrara, concorre alla nascita del Sindacato Artisti di Bergamo, che presiede, e alla riapertura del Circolo Artistico Bergamasco del quale diviene vicepresidente.
Realizza una esposizione personale alla Galerie des Beaux Arts di Parigi nel 1974, alla Galleria d’Arte Bergamo nel 1979 con dipinti eseguiti in Spagna e alla mostra Pastelli e Disegni presso la Galleria La Garitta del Circolo Artistico Bergamasco nel 1980 con rappresentazioni del mondo del circo.
Ernesto Quarti Marchiò si spense nel suo palazzo di via Salvecchio in Città alta a Bergamo nel 1982.